# گبهارد لبرشت فون بلوشر
گبهارد لبرشت فون بلوشر(به آلمانی: Gebhard Leberecht von Blücher)
(۱۶ دسامبر ۱۷۴۲-۱۲ سپتامبر ۱۸۱۹) فیلدمارشال پروسی بود که نیروهای این کشور را در ۱۸۱۳ در نبرد لایپزیگ و در ۱۸۱۵ در جنگ واترلو علیه نیروهای فرانسوی ناپلئون بناپارت رهبری کرد. در این نبردها او مشترکاً به همراه دوک ولینگتون لشکریان را هدایت می‌کرد. او علاوه بر عنوان شهروند افتخاری برلین ، هامبورگ و روستوک ، لقب مارشال جلودار را نیز به دلیل ضربات جنگی‌اش در اختیار داشت.

## جنگها
- ۱۷۶۰: جنگ پومرانی (به عنوان سرباز سوئد)
- جنگ هفت ساله
- ۱۷۸۷: حمله به هلند با سواره‌نظام سبک اسلحه
- ۱۷۹۳-۱۷۹۴: حمله به فرانسه با سواره‌نظام سبک اسلحه
- ۱۸۰۶: پومرانی، برلین ، کونیگسبرگ
- ۱۸۱۳: لوتزن، باتزن ، کاتزباخ ، لایپزیگ.
- ۱۸۱۵ : جنگ واترلو